# Jakob von Ghazir
Jakob von Ghazir, geboren als Khalil Haddad, (* 1. Februar 1875 in Ghazir; † 26. Juni 1954 in Beirut) war ein libanesischer Kapuziner, der seliggesprochen wurde.

## Leben
Er war das dritte Kind von acht Kindern des maronitischen Ehepaars Boutros und Shams Haddad. Nach dem Besuch der Grundschule in Ghazir und der Mittelschule in Beirut emigrierte er nach Ägypten und unterrichtete 17 Jahre Arabisch in Alexandria. Durch zwei prägende Erlebnisse beschloss er in den Kapuzinerorden einzutreten. Bereits die Mutter hatte den Wunsch, dass Khalil Haddad Priester werden solle. Haddad reiste zurück in den Libanon und trat, nachdem er den Widerstand des Vaters überwunden hatte, am 26. März 1894 als Novize in das Kapuzinerkloster St. Antonius von Padua in Ghazir ein. Er erhielt den Namen Jakob von Ghazir.
Nach der Beendigung seiner philosophischen und theologischen Studien wurde er am 10. November 1901 in der Kapelle des Apostolischen Vikariats in Beirut von Bischof Duval, den apostolischen Delegaten im Libanon, zum Priester geweiht. Er wurde zunächst mit der Verwaltung von fünf Klöstern von seinem Orden beauftragt. Ab 1905 wurde er Direktor der von den Kapuzinern geleiteten Schulen im Libanon. Er gründete in Beirut den Dritten Orden des hl. Franziskus, der sich im Libanon ausbreitete. Er gründete die Zeitschrift Familienfreund. Als die französischen Kapuziner während des Ersten Weltkrieges den Libanon verließen, oblag ihm die Führung der Kapuzinermission. Er verteilte Nahrung an die Bedürftigen und bestattete die Toten, die durch die Straßenschlachten auf der Straße lagen. Die Lage verbesserte sich mit dem Ende des Krieges. Nach der Rückkehr der französischen Mitbrüder konnte er sich neuen sozialen Aufgaben widmen. Er eröffnete Einrichtungen für Waisen und Frauen in Not.
Er holte Franziskanerinnen aus Frankreich in den Libanon, die ihm bei der Ausbildung der Mädchen halfen und gründete 1930 eine neue Kongregation, die Franziskanischen Schwestern vom Kreuz, die sich insbesondere um Behinderte, Alte und bedürftige Mädchen und Frauen und um kranke Priester kümmert. Ferner gründete er Spitäler für Behinderte, kranke und alte Priester.
Der Prozess der Seligsprechung wurde vom Bistum schon 1960 vorbereitet und im November 1979 eingeleitet und 1992 begonnen. Die Heilung von Mariam Kattan aus Maghdouché, die an einer unheilbaren und bösartigen Krebstumorerkrankung litt, öffnete den Seligsprechungsprozess im Jahr 1998. Am 22. Juni 2008 wurde er im Libanon seliggesprochen. Kardinal José Saraiva Martins stand der Feier vor. Die Seligsprechung war seinerzeit die erste, die nicht in Rom stattfand.
Jakob von Ghazir ist in der Kirche Notre Dame de la Mer in Oall-ed-Dip begraben.

## Auszeichnungen
Für seine Verdienste erhielt er im Laufe seines Lebens von der Regierung des Libanons zwei Gold- und drei Silber-Medaillen. Und es wurde ihm der Dienstgrad eines Offiziers des Zedern-Ordens verliehen.